# Jeff Perry
Pour les articles homonymes, voir Perry.
Jeff Perry est un acteur américain né le 16 août 1955 à Highland Park, Illinois (États-Unis).

## Biographie

### Enfance et formation
Au milieu des années 70, il fonde avec ses amis du lycée Terry Kinney et Gary Sinise le Steppenwolf Theatre Company (en) dans le sous-sol d'une église d'Highland Park,. Il en a été directeur artistique de 1982 à 1985 et de 1986 à 1987. Il donne toujours des cours à l'école de la compagnie, The School at Steppenwolf.

### Carrière
Il est connu du grand public pour avoir joué de 1996 à 2001 le rôle de l'inspecteur Harvey Leek dans la série Nash Bridges. Il apparaît ensuite dans de nombreuses séries dans des rôles secondaires. De 2006 à 2011, il fait des apparitions dans la série Grey's Anatomy en tant que père de Meredith Grey.
À partir de 2012, il joue le rôle de Cyrus Beene, chef de cabinet de la Maison Blanche, dans la série Scandal. En mai 2017, il est annoncé que la septième saison de Scandal serait la dernière, une décision prise par la créatrice Shonda Rhimes et non la chaîne de diffusion américaine.

### Vie privée
Il a été marié de 1983 à 1992 à l'actrice Laurie Metcalf, avec qui il a eu une fille, l'actrice Zoe Perry. Il s'est remarié avec la directrice de casting de Grey's Anatomy Linda Lowy, avec qui il a eu une autre fille.

## Filmographie

### Cinéma
- 1978 : Tu ne m'oublieras pas (Remember My Name) d'Alan Rudolph : Harry
- 1978 : Un mariage (A Wedding) de Robert Altman : Bunky Lemay
- 1989 : Trois fugitifs (Three Fugitives) de Francis Veber : Aide infirmier
- 1990 : Les Arnaqueurs (The Grifters) de Stephen Frears : gars saoul
- 1991 : Le mari de ma femme (Hard Promises) de Martin Davidson : Pinky
- 1992 : Life on the Edge d'Andrew Yates : Ray Nelson
- 1992 : Storyville de Mark Frost : Peter Dandridge
- 1993 : Naked Instinct de David DeCoteau : membre de la fraternité
- 1993 : Body (Body of Evidence) d'Uli Edel : Gabe
- 1994 : Playmaker de Yuri Zeltser : Allen
- 1998 : Sexcrimes (Wild Things) de John McNaughton : Procureur de la République (District Attorney) Bryce Hunter
- 2003 : La Couleur du mensonge (The Human Stain) de Robert Benton : joueur de tennis
- 2008 : Capacité réduite (Diminished Capacity) de Terry Kinney : Casey Dean
- 2011 : The Anniversary at Shallow Creek de Jon D. Wagner : Cashier
- 2018 : L'Épreuve du feu (Trial by Fire) d'Edward Zwick

### Télévision

#### Séries TV
- 1989 : Sacrée Famille (Family Ties) : David Simmons (1 épisode)
- 1989 : Columbo : Leonard Fisher (épisode Ombres et lumières)
- 1989 - 1991 : Génération Pub (thirtysomething) : David Hall / Tommy McArthur (2 épisodes)
- 1990 : Shannon's Deal (1 épisode)
- 1990 : Equal Justice : ADA Warren (1 épisode)
- 1990 : Flash (The Flash) : Charlie (1 épisode)
- 1991 : American Playhouse : Noah Joad (1 épisode)
- 1991 : Brooklyn Bridge (en) : Joel Jacobson / Uncle Joel (2 épisodes)
- 1991 : Guerres privées (Civil Wars) (1 épisode)
- 1993 : La Loi de Los Angeles (L.A. Law) : Jonah Burgee (3 épisodes)
- 1994 - 1995 : Angela, 15 ans (My So-Called Life) : Richard Katimski (4 épisodes)
- 1995 : La Vie à tout prix (Chicago Hope) : Gilbert Weeks (3 épisodes)
- 1996 : American Gothic : Artie Healy (1 épisode)
- 1996 - 2001 : Nash Bridges : Inspecteur Harvey Leek
- 2002 : Frasier : John Clayton (1 épisode)
- 2003 : New York Police Blues (NYPD Blue) : Gordon Dillit (1 épisode)
- 2003 : Urgences (ER) : Officier Mitch Palnick (1 épisode)
- 2003 : Washington Police (The District) : Lemma (1 épisode)
- 2003 : À la Maison-Blanche (The West Wing) : Burt Ganz (1 épisode)
- 2003 : The Practice : Bobby Donnell et Associés : Randy Markham (1 épisode)
- 2003 - 2010 : Les Experts : George Stark / Vince Grady (2 épisodes)
- 2005 : Lost : Les Disparus : Frank 'Sawyer' Duckett (1 épisode)
- 2005 : New York, cour de justice (Law and Order: Trial by Jury) : Andrew Soin (1 épisode)
- 2005 : Numbers : Morton Standbury (1 épisode)
- 2005 : Invasion : Terrence Gale (1 épisode)
- 2005 : Close to Home : Juste cause : Oncle Bill (1 épisode)
- 2006 : Cold Case : Affaires classées : Eric Witt (1 épisode)
- 2006 : Preuve à l'appui : Kyle Everett (1 épisode)
- 2006 - 2007 : Prison Break : Terrence Steadman (3 épisodes)
- 2007 : Raines : Harry Tucker (1 épisode)
- 2007 : Side Order of Life : Reno (1 épisode)
- 2007 : American Dad! : Mr. Dawson (1 épisode)
- 2009 : Saving Grace : Inspecteur Walter Eckley (1 épisode)
- 2009 : Eleventh Hour : Docteur Mal Sheppard (1 épisode)
- 2009 : Fringe : Joseph Slater (1 épisode)
- 2010 : Les Experts : Manhattan (CSI: NY) : un juge (1 épisode)
- 2010 : Outsourced (1 épisode)
- 2006 - 2019 : Grey's Anatomy : Thatcher Grey
- 2011 : The Chicago Code : David Argyle (1 épisode)
- 2012 - 2018 : Scandal : Chef de cabinet de la Maison Blanche Cyrus Beene
- 2022 : Inventing Anna : Lou, rédacteur au Manhattan Magazine
- 2022 : Alaska Daily : Stanley Kornik
- 2024 : Monstres : L'histoire de Lyle et Erik Menéndez : Peter Hoffman

#### Téléfilms
- 1983 : Say Goodnight, Gracie
- 1988 : Tales from the Hollywood Hills : Closed Set : Bud
- 1989 : Le Combat de Jane Roe (Roe vs. Wade)
- 1989 : The Final Days : membre de la commission d'enquête
- 1992 : Le Choix d'une mère (A Private Matter) de Joan Micklin Silver : Randall Everett
- 1993 : L'Affaire Amy Fisher : Désignée coupable (Casualties of Love: The Long Island Lolita Story) : l'avocat d'Amy
- 1993 : Murder in the Heartland (en) : Earl Heflin
- 1995 : Kingfish: La vie de Huey P. Long (Kingfish: A Story of Huey P. Long) : Earl Long
- 1997 : Mort sur le toit du monde (Into Thin Air: Death on Everest) : Doug Hansen
- 1999 : Le Manipulateur (Lansky) : Rosen
- 2007 : The Valley of Light : Taylor Bowers
- 2007 : The Last Supper: 13 Men of Courage : l'apôtre Barthélemy